# تفاعل ريتر
تفاعل رِيتَر هو تفاعل كيميائي يتحول فيه النتريل إلى N-ألكيل الأميد باستخدم كواشف مُؤلكِلة مُحبة للإلكترونات متنوعة.

## الملاحظات
1. ↑  الاسم الأصلي الأماني Ritter، وتُلفظ بالألمانية: [ˈʁɪtɐ]